# 18286 Кнейпп
18286 Кнейпп (18286 Kneipp) — астероїд головного поясу, відкритий 27 жовтня 1973 року.
Тіссеранів параметр щодо Юпітера — 3,495.